# Tel as-Sabi
Tel Sheva (en hebreo: תֵּל שֶׁבַע), también llamado Tel as-Sabi (en árabe: تل السبع), es un concejo local beduino ubicado en el Distrito Meridional de Israel, que limita con la ciudad de Beerseba. En 2022 tenía una población de 22 849 habitantes.

## Historia
Tel Sheva fue el primer municipio beduino en Israel, fundado en 1967 como parte de un proyecto del gobierno para establecer a los ciudadanos beduinos en asentamientos permanentes; fue declarado oficialmente como concejo local en 1984. Tel Sheva es uno de los siete municipios beduinos reconocidos por el gobierno israelí en el desierto del Néguev. La población cuenta con una infraestructura propia y desarrollada.
Los beduinos del desierto del Néguev eran una sociedad seminómada. Los beduinos han pasado por un proceso de sedentarización desde la época del dominio otomano en la región. Durante el período del mandato británico, la administración no ofreció a los beduinos un marco legal para justificar y preservar la propiedad de sus tierras. Para resolver este grave problema, la política de tierras del Estado de Israel se adaptó en gran medida a las regulaciones territoriales otomanas de 1858, ya que este era el marco legal anterior. En 1969, Israel nacionalizó la mayor parte de las tierras del Néguev utilizando la ley de regulación de tierras. Israel ha continuado con la política de sedentarización de los beduinos del Néguev impuesta por primera vez por las autoridades otomanas. Las medidas de Israel al principio incluían la regulación y la reubicación, durante la década de 1950, Israel reubicó a dos tercios de los beduinos del Néguev en un área administrada bajo la ley marcial. El siguiente paso fue establecer siete municipios construidos especialmente para los beduinos, a fin de sedentarizarlos y urbanizarlos, ofreciéndoles mejores condiciones de vida, una infraestructura adecuada, salud, educación y servicios municipales.